# Colegiul Medicilor din România
Colegiul Medicilor din România (CMR) este o organizație profesională din România înființată în anul 1995.
Este o instituție de interes public, neguvernamentală, apolitică și fără scop patrimonial.
Obiectul principal de activitate al CMR este controlul și supravegherea exercitării profesiei de medic, aplicarea legilor și regulamentelor care organizează și reglementează exercițiul profesiei, reprezentarea intereselor profesiei de medic și păstrarea prestigiului acestei profesiuni în cadrul vieții sociale.
Ca organizație profesionala, CMR apără demnitatea și promovează drepturile și interesele membrilor săi în toate sferele de activitate, apără onoarea, libertatea și independența profesională a medicului în exercitarea profesiei.

## Critici
În ianuarie 2009, sancțiunile luate rapid de ministrul sănătății Ion Bazac în „Scandalul Slatina” (în care a murit un om fără ca cineva să încerce măcar să îi acorde asistență medicală primară) au generat un conflict deschis între Ministerul Sănătății și Colegiul Medicilor din România.
Ion Bazac a declarat că așteaptă ca și Colegiului Medicilor din România să aibă o reacție imediată și la fel de fermă „pentru că astfel de medici nu au ce căuta într-un spital. Colegiul Medicilor ar trebui să fie apărătorul profesiei de medic și nu al medicilor care nu înțeleg să își practice profesia responsabil”.